# 科約特 (加利福尼亞州)
科約特（英語：Coyote）是位於美國加利福尼亞州聖塔克拉拉縣的一個非建制地區。該地的面積和人口皆未知。

## 地理
科約特的座標為37°13′00″N 121°44′26″W / 37.21667°N 121.74056°W，而該地的平均海拔高度為79米（即260英尺）。